# Лава (мультфильм)
«Лава» (англ. Lava) — короткометражный мультфильм студии Pixar. Показывался вместе с полнометражным мультфильмом «Головоломка». По словам создателей, «Лава» — это музыкальная мелодрама, происходящая на протяжении миллионов лет и вдохновлённая красотой тропических островов и взрывным обаянием вулканов. История любви двух вулканов — Уку и Леле.

## История создания
Джеймс Форд Мёрфи вдохновлялся культурой Гавайских островов, на которых он провёл медовый месяц. Он учился играть на укулеле, и наконец написал песню «Lava», положенную в основу фильма. Важным вдохновением для музыки послужила песня «Over the Rainbow» в исполнении Израэля Камакавивооле. Мёрфи хотел создать персонажа, который мог бы быть и местом действия:
Я подумал, что это было бы круто — полюбить место, которое к тому же и герой. Я хотел сделать Уку обаятельным и располагающим к себе персонажем, но в то же время сделанным из лавы.
Лицо Уку является комбинацией лиц его исполнителя Кахеле, комедианта Джеки Глисона и бульдога Марка Антония из мультфильмов «Луни Тюнз». А сам вулкан основан на Израэле Камакавивооле.

## Русская версия
Фильм дублирован студией «Невафильм» по заказу компании «Disney Character Voices International» в 2015 году.
- Автор русского текста песни — Сергей Пасов
- Музыкальные руководители — Юлия Баранчук, Алексей Барашкин
- Менеджер проекта — Екатерина Синенко
- Творческий консультант — Юлия Баранчук

Песню исполнили Ирина Обрезкова и Михаил Озеров.